# João Manuel Pinto Tomé
João Manuel Pinto Tomé Santos, född 26 maj 1973 i Carcavelos i Portugal, är en portugisisk före detta fotbollsspelare som avslutade sin karriär i schweiziska FC Sion.